# All That Jazz (película)
All That Jazz, también conocida en castellano como Empieza el espectáculo o El show debe continuar, es una película musical estadounidense de 1979, dirigida por Bob Fosse e interpretada por Roy Scheider, Leland Palmer, Ann Reinking, Erzsebet Foldi, Ben Vereen, Cliff Gorman y Jessica Lange en los papeles principales. El guion, escrito por Robert Alan Aurthur y Bob Fosse, es de carácter semiautobiográfico, basado en la vida y carrera profesional como bailarín, coreógrafo y director de Bob Fosse.
Ganadora de cuatro Oscar: a la mejor dirección artística, al mejor diseño de vestuario, al mejor montaje y a la mejor banda sonora; nominada a cinco premios más.
Ganadora del Premio BAFTA a la mejor fotografía y al mejor montaje.
Ganadora de la Palma de Oro del Festival de Cannes. La película está inspirada en el intenso período de trabajo de Bob Fosse cuando editaba su película Lenny y simultáneamente preparaba el musical Chicago, para Broadway en 1975.

## Argumento
La película está inspirada en el intenso período de trabajo de Bob Fosse cuando editaba su película Lenny y simultáneamente preparaba el musical Chicago, para Broadway en 1975.
Joe Gideon (Roy Scheider) es un coreógrafo y director de teatro, adicto a su trabajo. Está preparando la coreografía de su próximo espectáculo en Broadway y seleccionando los bailarines al mismo tiempo que monta una película para Hollywood sobre un cómico de monólogos (Cliff Gorman). Fumando un cigarrillo tras otro y acostándose con las bailarinas que conquista, comienza el día escuchando a Vivaldi, poniéndose gotas en los ojos, tomando antiácidos estomacales y estimulantes para poder seguir manteniendo el más grande espectáculo: su propia vida.
Su novia Katie Jagger (Ann Reinking), su exesposa Audrey Paris (Leland Palmer) y su hija Michelle (Erzsebet Foldi) tratan de sosegarlo, pero su cuerpo está exhausto y su corazón debilitado: décadas de trabajo agotador y estrés casi han terminado con él. En su imaginación, flirtea con un ángel de la muerte llamado Angélique (Jessica Lange).
Su condición física empeora y, después de un altercado con los que financian su show, sufre de dolores en el pecho y es internado en un hospital, siendo diagnosticado de angina de pecho. Pasada esta crisis, Joe regresa a su trabajo, pero los médicos le advierten que está arriesgando su vida y le ordenan reposo estricto durante cuatro semanas. Como consecuencia, su show es postergado pero Joe no abandona los excesos ni siquiera dentro del hospital: El champaña corre, las mujeres circulan incesantemente a su alrededor y los cigarrillos están siempre encendidos. Los resultados del electrocardiógrafo no registran mejoría y, cuando se entera de que su película (que habían terminado sin él) ha conseguido malos resultados de crítica, sufre un Infarto agudo de miocardio y tiene que ser sometido una operación de implante de un baipás.
Los mecenas de su show deben decidir si suspender la obra o reemplazar a Joe como director. Las reuniones con la compañía aseguradora resultan en una fría conclusión: lo mejor para los inversores es que Joe muera, ya que así recibirán 1 000 000 dólares, lo que cubriría con creces los gastos que han tenido hasta el momento.
En su lecho del hospital, la vida de Joe Gideon comienza a pasar por su mente en forma de escenas de un show dirigido por él mismo. Joe se da cuenta de que su muerte está cercana. El ángel de la muerte aparece cada vez con más frecuencia en sus sueños. Las cinco fases de Kübler-Ross por las que pasan aquellos que van a morir (negación, ira, pacto, depresión y aceptación) forman parte de las escenas de su show mental, que se hacen más y más alucinantes, y finalmente llega el momento de la muerte, que Gideon vive como si fuera un show monumental, en el cual la estrella es él mismo. Junto a O'Connor Flood (Ben Vereen), Gideon canta y baila interpretando la canción Bye bye life (una parodia de la canción Bye Bye Love) acompañado por bailarinas cuyos vestuarios marcan sus venas y arterias, en un auditorio donde están presentes todas las personas implicadas en la  vida del frustrado director. Joe salta del escenario para despedirse de todos ellos: su amante (ya con otra pareja), su esposa ("Al menos ya no tendré que mentirte más!" le dice Joe), su hija que lo abraza con fuerza y dolor por su partida, sus productores, y hasta su médico, que cuando termina el número musical mira el reloj para anotar la hora de la defunción.   
El film termina con Gideon avanzando al encuentro de Angélique que lo espera en una habitación llena de luz, mientras suena parte de la canción Bye bye life, interrumpida en seco por el sonido del cierre de su sudario de plástico.

## Reparto
- Roy Scheider como Joseph "Joe" Gideon.
  - Keith Gordon como el joven Joe.
- Jessica Lange como "Angelique", el ángel de la muerte.
- Leland Palmer como Audrey Paris, exesposa de Gedeón.
- Ann Reinking como Katie Jagger, la novia actual de Gideon.
- Cliff Gorman como Davis Newman, el "Stand-Up".
- Ben Vereen como O'Connor Flood.
- Erzsébet Földi como Michelle Gideon, la hija de Joe.
- David Margulies como Larry Goldie.
- Michael Tolan como Dr. Ballinger.
- Max Wright como Joshua Penn.
- William LeMassena como Jonesy Hecht.
- Deborah Geffner como Victoria Porter.
- John Lithgow como el coreógrafo Lucas, sustituto de Gideon.
- Jules Fisher como Jules.

## Números musicales
1. "On Broadway" — George Benson[6]
2. "A Perfect Day" — Harry Nilsson
3. "Everything Old Is New Again" — Peter Allen
4. "Take Off With Us" — Paul
5. "Take Off With Us (Reprise)" — Victoria, Dancers
6. "Hospital Hop" — Paul
7. "After You've Gone" — Audrey, Kate, Michelle
8. "There'll Be Some Changes Made" — Kate, Audrey, Michelle
9. "Who's Sorry Now?" — Kate, Audrey, Michelle
10. "Some of These Days" — Michelle, Kate, Audrey
11. "Sing, Sing, Sing" — Joe
12. "Bye Bye Life" (from the Everly Brothers' "Bye Bye Love") — O'Connor and Joe
13. "There's No Business Like Show Business" — Ethel Merman[7]